# Vacuümmatras

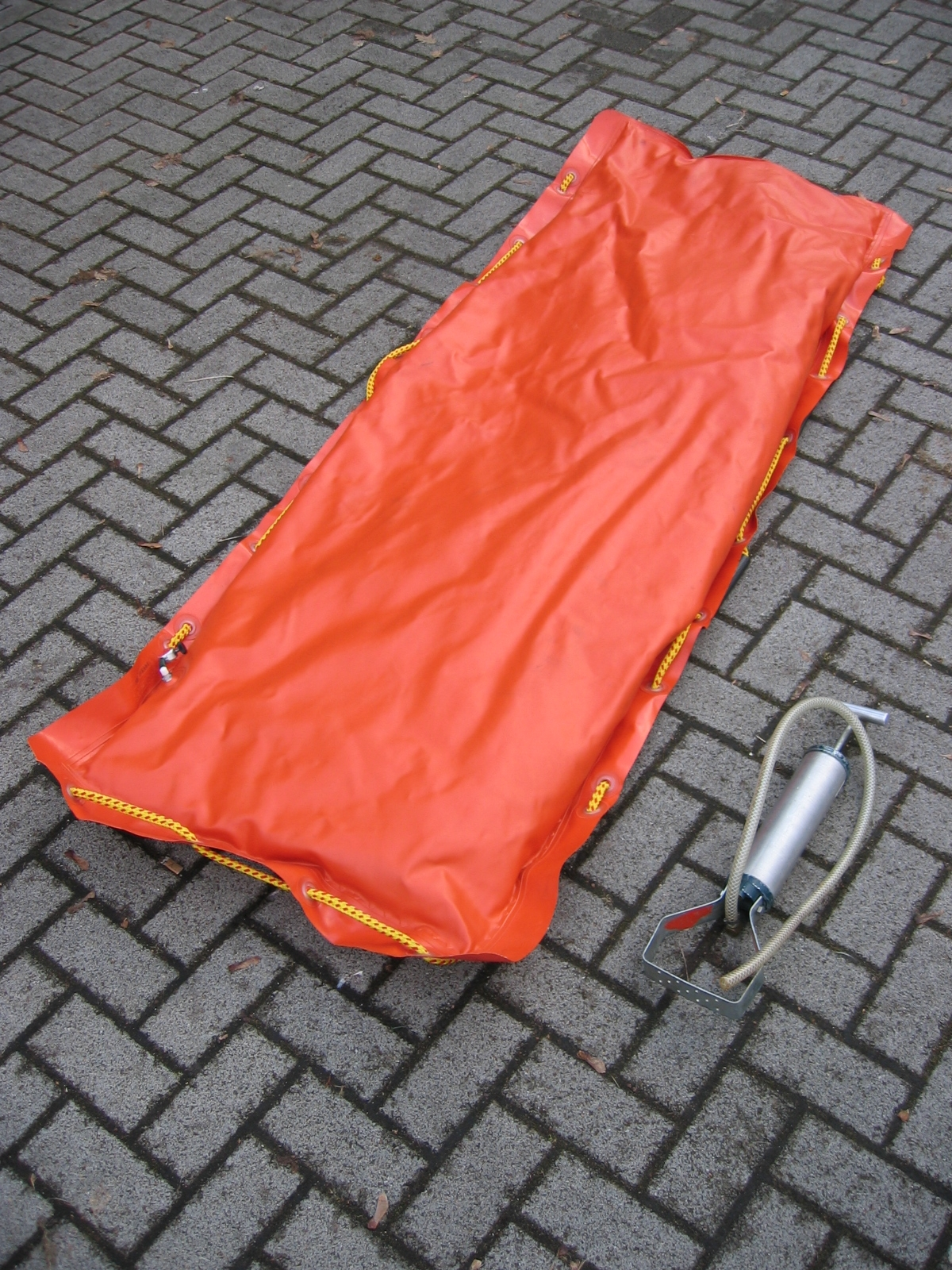
vacuümatras met bijbehorende pomp

Een vacuümmatras is een matras die wordt gebruikt in de hulpverlening voor veilig transport van patiënten met bijvoorbeeld een gebroken bekken of ander letsel. Doel van de matras is zorgen dat deze patiënten niet meer kunnen bewegen, en zo niet verder gewond raken. Het gebruik van de vacuümmatras zorgt zo voor een veiliger en beschermd transport omdat de gewonde niet meer verschuift. 
De gewonde patiënt wordt op de opgeblazen matras gelegd, en zakt als het ware in de matras. Deze vormt zich zo om het lichaam. De matras wordt vervolgens vacuüm gezogen en wordt zo hard. Op die manier vormt de matras zich tot een hard omhulsel rond de patiënt. 
Vacuümmatrassen worden indien nodig ook gebruikt op zogenaamde parasolvluchten en gipsvluchten.